# Landbouwkrediet-Tönissteiner/Saison 2007
Mannschaft und Erfolge des Team Landbouwkrediet-Tönissteiner in der Saison 2007.

## Erfolge

### Erfolge in der UCI Europe Tour
| Datum         | Rennen                          | Fahrer        |
| ------------- | ------------------------------- | ------------- |
| 3. März       | Beverbeek Classic               | Nico Sijmens  |
| 7. April      | Hel van het Mergelland          | Nico Sijmens  |
| 8. Juli       | De Drie Zustersteden-Willebroek | Bert De Waele |
| 5. August     | Sparkassen Giro Bochum          | Andy Cappelle |
| 24. August    | 3. Etappe Rothaus Regio-Tour    | Andy Cappelle |
| 19. September | Grand Prix de Wallonie          | Bert De Waele |

## Mannschaft

### Zugänge – Abgänge
| Zugänge             | Team 2006         | Abgänge             | Team 2007                               |
| ------------------- | ----------------- | ------------------- | --------------------------------------- |
| David Boucher       | Unibet.com        | Steve Cummings      | Discovery Channel                       |
| Frédéric Gabriel    | Unibet.com        | Grégory Habeaux     | Jartazi-Promo Fashion                   |
| Ed Clancey          | Neoprofi          | Mathieu Criquielion | Jartazi-Promo Fashion                   |
| Jan Kuyckx          | Davitamon-Lotto   | Sven Renders        | Chocolade Jacques                       |
| Bert Scheirlinckx   | Jartazi-7Mobile   | Johan Verstrepen    | Karriereende                            |
| Wouter Van Mechelen | Chocolade Jacques | Jean-Paul Simon     | Babes Only-Villapark Lingemeer-Flanders |
|                     |                   | Jurgen Van Loocke   | Unbekannt                               |

### Kader
| Name                | Geburtstag         | Nationalität           |
| ------------------- | ------------------ | ---------------------- |
| Frédéric Amorison   | 16. Februar 1978   | Belgien                |
| Dirk Bellemakers    | 19. Januar 1984    | Niederlande            |
| David Boucher       | 17. März 1980      | Frankreich             |
| Andy Cappelle       | 30. April 1979     | Belgien                |
| Ed Clancey          | 12. März 1985      | Vereinigtes Königreich |
| Bert De Waele       | 21. Juli 1975      | Belgien                |
| Sjef De Wilde       | 3. Mai 1981        | Belgien                |
| Frédéric Gabriel    | 20. Juli 1970      | Frankreich             |
| Steven Kleynen      | 22. Dezember 1977  | Belgien                |
| Jan Kuyckx          | 20. Mai 1979       | Belgien                |
| Jean-Claude Lebeau  | 5. Juni 1979       | Belgien                |
| Paul Manning        | 6. November 1974   | Vereinigtes Königreich |
| Filip Meirhaeghe    | 5. März 1971       | Belgien                |
| Kevin Neirynck      | 16. November 1982  | Belgien                |
| Bert Scheirlinckx   | 1. November 1974   | Belgien                |
| Nico Sijmens        | 1. April 1978      | Belgien                |
| Wouter Van Mechelen | 8. April 1981      | Belgien                |
| James Vanlandschoot | 26. August 1978    | Belgien                |
| David Verheyen      | 15. September 1981 | Belgien                |
| Stagiaires          | Stagiaires         | Nationalität           |
| Sébastien Delfosse  | Sébastien Delfosse | Belgien                |
| Kevin Maene         | Kevin Maene        | Belgien                |